# Tour Down Under 2006
Die 8. Jacob's Creek Tour Down Under fand vom 17. bis 22. Januar 2006 statt. Das Radrennen wurde in sechs Etappen über eine Distanz von 645 Kilometern ausgetragen.
Die Tour Down Under war, wie traditionsgemäß in den vergangenen Jahren auch, das erste hochkarätige Rennen in der Saison 2006. Es ist Teil der UCI Oceania Tour 2006 und ist in die höchste Kategorie 2.HC eingestuft. Das Rennen war auf Sprinter wie Robbie McEwen und Thor Hushovd zugeschnitten und begann mit einem Kriterium in Adelaide, dem Jacob's Creek Down Under Classic. Auch die letzte Etappe wurde auf dem Adelaide City Council Circuit ausgetragen.

## Etappen
| Etappe      | Tag        | Start – Ziel                              | km  | Etappensieger             | Führender     |
| ----------- | ---------- | ----------------------------------------- | --- | ------------------------- | ------------- |
| TDU Classic | 17. Januar | Adelaide Jacob's Creek Down Under Classic | 50  | Robbie McEwen             | Robbie McEwen |
| 1. Etappe   | 18. Januar | Mawson Lakes – Angaston                   | 148 | Simon Gerrans             | Simon Gerrans |
| 2. Etappe   | 19. Januar | Stirling – Hahndorf                       | 146 | Allan Davis               | Simon Gerrans |
| 3. Etappe   | 20. Januar | Strathalbyn – Yankalilla                  | 154 | Carlos Barredo Llamazales | Simon Gerrans |
| 4. Etappe   | 21. Januar | Willunga – Willunga                       | 147 | Russell Van Hout          | Simon Gerrans |
| 5. Etappe   | 22. Januar | Adelaide City Council Circuit             | 90  | Allan Davis               | Simon Gerrans |